# 9,3 × 57 Mauser
9,3×57 Mauser — нарезной унитарный патрон с бесфланцевой гильзой, созданный в 1900 году на базе гильзы 7,9-мм германского военного патрона M88 (8x57i). Выпускался германскими фирмами RWS и DWM. В настоящее время лишь шведская фирма Norma изготовляет гильзы для его самостоятельного снаряжения, при котором могут быть использованы пули различных производителей.

## Применение патрона
Использовался в спортивных и охотничьих винтовках Маузера и Манлихера. В настоящее время оружие под этот патрон в мире не производится. Остаётся популярным в скандинавских странах, в основном в Швеции. На дистанции до 200 м неплохо зарекомендовал себя при отстреле оленей и лосей, а также показал хорошие результаты при охоте на медведя.